# Scott Donaldson
Scott Donaldson (ur. 19 marca 1994 w Perth) – szkocki snookerzysta. Zwycięzca turnieju Championship League 2020.

## Statystyka finałów

### Turnieje nierankingowe: 1 (1 zwycięstwo)
| Źródło     |     |      |                     |             |       |
| Rezultat   | Lp. | Rok  | Nazwa turnieju      | Przeciwnik  | Wynik |
| Zwycięstwo | 1.  | 2020 | Championship League | Graeme Dott | 3–0   |

### Turnieje amatorskie: 1 (1 zwycięstwo)
| Źródło     |     |      |                         |                    |       |
| Rezultat   | Lp. | Rok  | Nazwa turnieju          | Przeciwnik         | Wynik |
| Zwycięstwo | 1.  | 2012 | Mistrzostwa Europy EBSA | Brendan O'Donoghue | 7–3   |